# Aleja 3 Maja w Warszawie

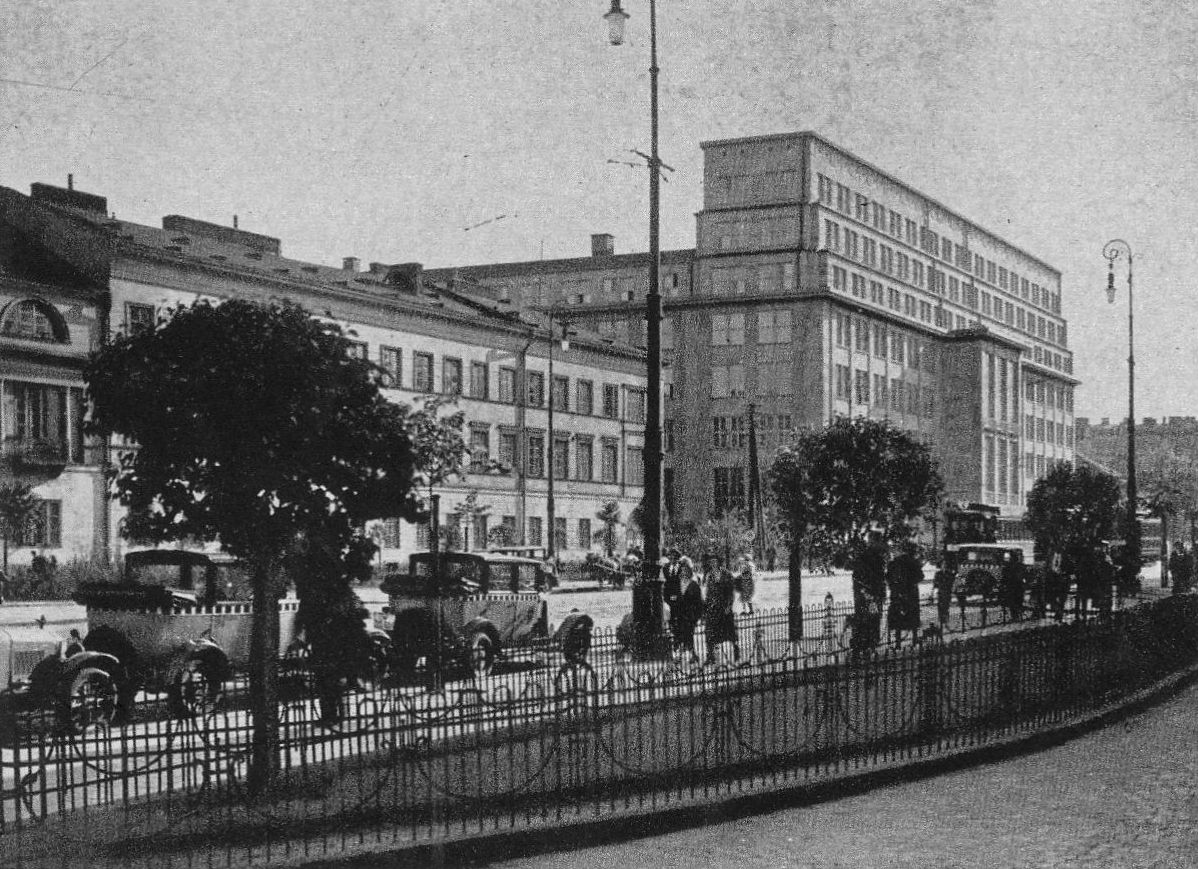
Aleja 3 Maja przy Nowym Świecie przed 1939

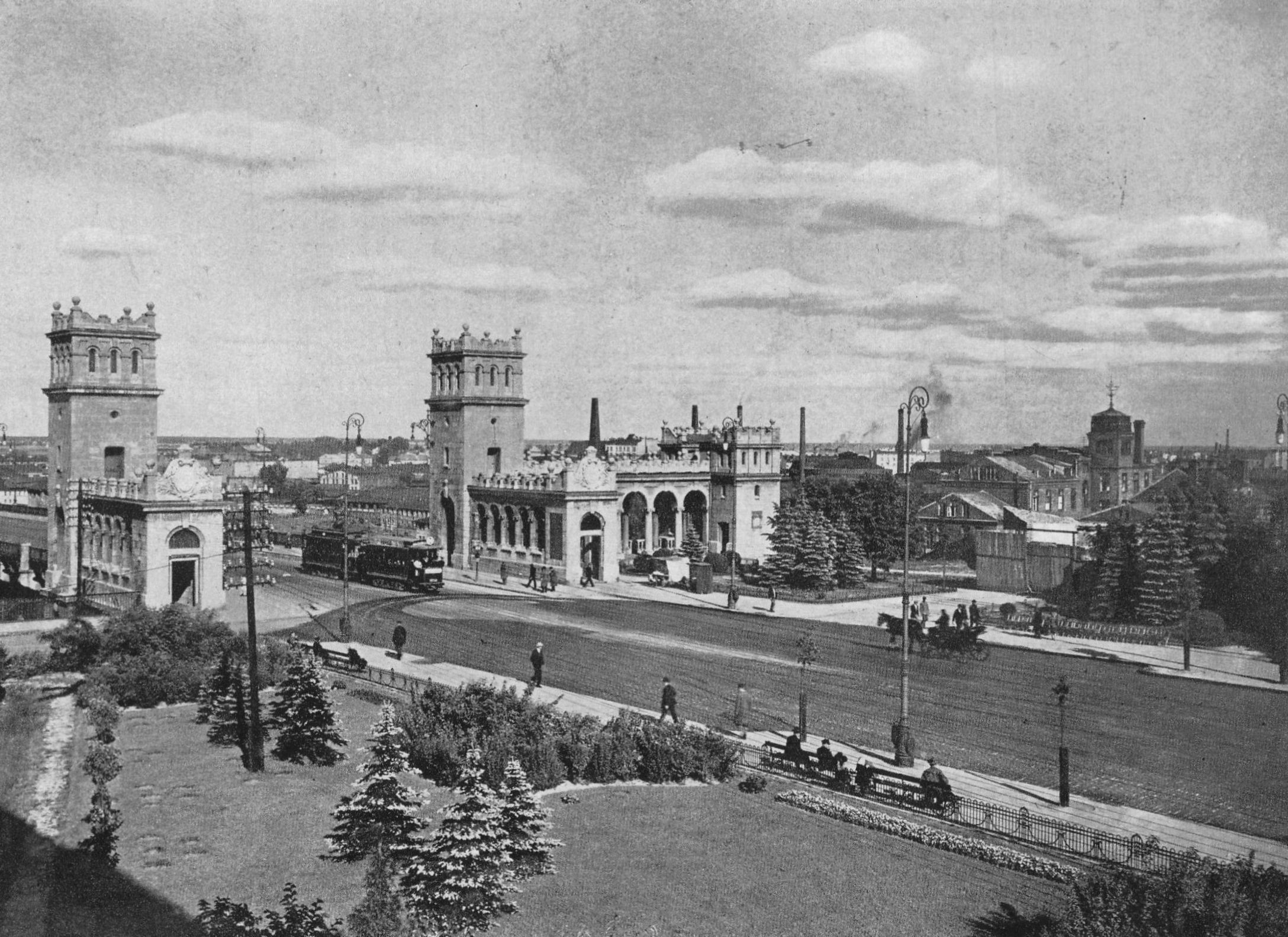
Fragment alei na wiadukcie mostu Poniatowskiego

Aleja 3 Maja – ulica na warszawskim Powiślu. Biegnie po obu stronach wiaduktu mostu Poniatowskiego, od Wisłostrady do podnóża skarpy warszawskiej.

## Historia
Droga od Solca do Nowego Światu została przeprowadzona w latach 1823–1824. Droga prowadziła w wykopie – wśród 4 rzędów drzew – do portu nad Wisłą, wielu nadbrzeżnych składów drzewnych i dzielnicy przemysłowej południowego Powiśla. Nowa ulica została nazwana Nową Drogą Jerozolimską. Nieoficjalnie zwana była Drogą Steinkellera od nazwiska właściciela młyna parowego Towarzystwa Wyrobów Zbożowych, który zbudowano tu w latach 1826–1827, i innych zakładów przemysłowych powstałych wzdłuż południowej strony drogi. Około 1838 roku ulica została przedłużona o ok. 170 m od Solca do nabrzeża. 
W 1845 roku ulica została przecięta torami kolejki łączącej fabrykę wagonów z portem. Zakłady przemysłowe przy Nowej Drodze zostały przejęte w połowie XIX w. przez Bank Polski, a następnie przez znanego bankiera warszawskiego Jana Gotliba Blocha, który przekształcił je w koszary. Około 1900 roku na odcinku dzisiejszej alei 3 Maja przeprowadzono poważne prace wodociągowe. Nad ulicą w latach 1904–1913 wybudowano 700-metrowy wiadukt mostu Poniatowskiego, zasypując jednocześnie wcześniejszy wykop. 
W dniu 3 maja 1916 roku, w 125 rocznicę uchwalenia Konstytucji, władze Warszawy podjęły decyzję, że przedłużenie Alej Jerozolimskich na odcinku od Nowego Światu do mostu Poniatowskiego będzie nosić nazwę Aleja 3 Maja. Ta nazwa obejmowała zarówno wiadukt prowadzący na most, jak i jezdnie biegnące wzdłuż niego, przy których w okresie międzywojennym wybudowano kilka domów spółdzielczych. 
W okresie okupacji niemieckiej ulicy nadano nowe nazwy: polską Dworcowa i niemiecką Bahnhofstrasse, a później na Ostlandstrasse.
Fragment ulicy od Nowego Światu do wiaduktu mostu Poniatowskiego 27 listopada 1946 został przemianowany na Al. Generała Władysława Sikorskiego. W 1946 roku wzdłuż ulicy ułożono tory tramwajowe oraz wybudowano pod wiaduktem mostu Poniatowskiego prowizoryczną zajezdnię tramwajową „Solec”. Zajezdnia, oddana do użytku wraz z odbudowanym mostem 22 lipca 1946 roku, istniała do przełomu lutego i marca 1961 roku. Na ulicy powstał również tor odstawczy o pojemności kilkunastu wagonów. Przy zajezdni powstał unikalny w Warszawie kraniec w formie trójkąta torowego.
Od 22 czerwca 1949 zasięg nazwy alei 3 Maja ograniczono do fragmentu od ulicy Smolnej do linii Wisły.
W latach 90. zamknięto wjazd od strony Wisłostrady. W wyniku remontu nawierzchni w 2005 roku przedwojenny bruk zastąpiono asfaltem, a jedynie przed kamienicą nr 5 zachowano fragment historycznego bruku z torem tramwajowym.

## Zabudowa

### Dom przy alei 3 Maja 2
Kamienica wzniesiona w latach 1923–1931 według projektu Wincentego Oczykowskiego przez Spółdzielnię Budowlano-Mieszkaniową „Domy Spółdzielcze” posiada starannie utrzymane, zachowane lub odtworzone elementy oryginalnego wystroju, w tym windy.
Zarówno w okresie przedwojennym, jak i po wojnie, w domu tym mieszkało wiele osób znanych z działalności publicznej, w tym Stanisław Dubois, Maria Wittek i Zbigniew Religa.

### Dom przy alei 3 Maja 5
Kamienica powstała w 1931 roku dla Spółdzielni Mieszkaniowej „3-ego Maja”. Zaprojektował ją w duchu funkcjonalizmu znany warszawski architekt Wacław Weker, który był członkiem spółdzielni. Do dziś zachowała wiele elementów pierwotnego wystroju: schody z lastriko, metalową balustradę z drewnianym uchwytem przy schodach, sprawną windę z kryształowymi lustrami i ławeczką obitą skórą oraz elementy zabytkowej stolarki, np. drzwi do niektórych mieszkań. Oryginalny projekt budynku do dziś przechowywany jest w archiwum spółdzielni.
Podczas okupacji elegancki budynek został zasiedlony przez lokatorów niemieckich. W czasie powstania warszawskiego w jedną z klatek trafiła bomba, jednak pozostałe dwie zachowały się w dobrym stanie, umożliwiając powrót mieszkańców.
W budynku tym w latach 1934–1944 mieszkała Mieczysława Ćwiklińska.
W lipcu 2011 dom został wpisany do rejestru zabytków.

### Inne obiekty
Przy alei 3 Maja znajdują się m.in.:
- al. 3 Maja 5a, 7b, 12 – budynki Spółdzielni Budowlano-Mieszkaniowej „Powiśle”[15]
- al. 3 Maja 7 – kamienica Wolfa Mazelmana wzniesiona w latach 1931−1932 według projektu Józefa Steinberga[16]
- na odcinku między ulicami Solec i Kruczkowskiego, między jezdniami alei, pod wiaduktem mostu Poniatowskiego − Centrum Handlowe „Arkada” (adres: ul. Solec 81b)[17]
- na rogu ulicy Kruczkowskiego  – Nordic Park, budynek biurowy z 2000 roku o powierzchni przekraczającej 18 tysięcy m² (adres: Kruczkowskiego 8)[18]
- na rogu ulicy Kruczkowskiego w pobliżu Skarpy warszawskiej – przystanek kolei średnicowej Warszawa Powiśle zbudowany w 1962 roku (adres: Kruczkowskiego 3b)

## Miejsca pamięci

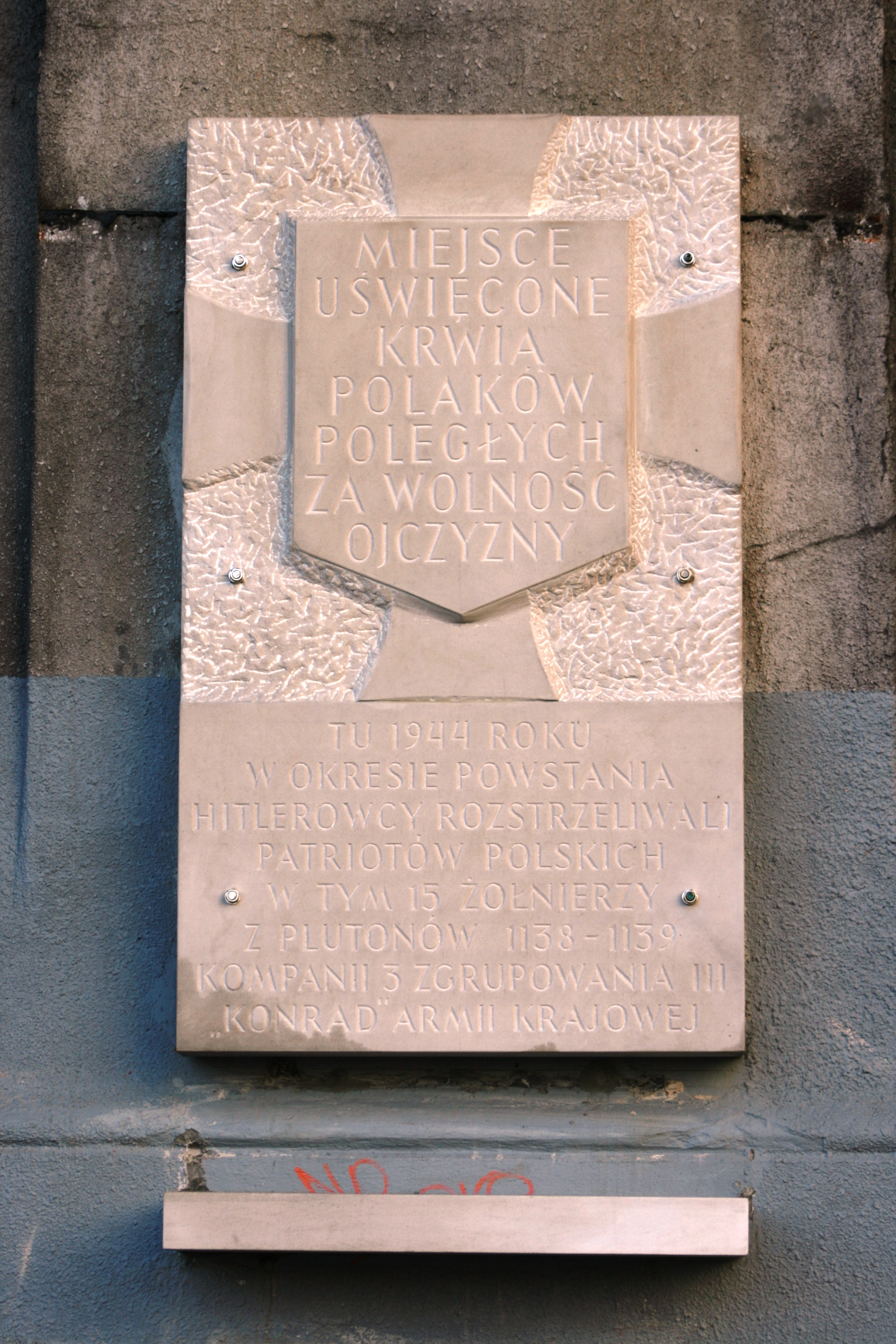
Tablica na filarze wiaduktu mostu Poniatowskiego.

Na filarze wiaduktu mostu Poniatowskiego, przy Wybrzeżu Kościuszkowskim, znajduje się jedna z tablic pamiątkowych Tchorka, poświęcona ofiarom niemieckiej zbrodni z okresu powstania warszawskiego.

## Komunikacja miejska
Aleją 3 Maja nie kursują obecnie żadne linie komunikacji miejskiej. Do 1960 roku kończyły tu trasę tramwaje linii 9, dojeżdżające z placu Trzech Krzyży ulicami Książecą, Ludną i Solec.

## W kulturze
Aleja 3 Maja sceną akcji polskich filmów i seriali. Kręcono tu m.in. sceny do:
- kryminałów telewizyjnych Kobra
- serialu Ekstradycja 3 (mieszkanie Beaty przy al. 3 Maja 7/51, pod którym na Halskiego czatował Sumar; odcinki 7. i 8.)
- komedii Co mi zrobisz, jak mnie złapiesz Stanisława Barei z 1978 roku
- filmu Zamach stanu
- filmu Żołnierze wolności (sceny z powstania warszawskiego)
- filmu ...Gdziekolwiek jesteś panie prezydencie...,
- filmu Haracz szarego dnia (scena egzekucji)
- filmu Bogowie z 2014 roku

## Galeria

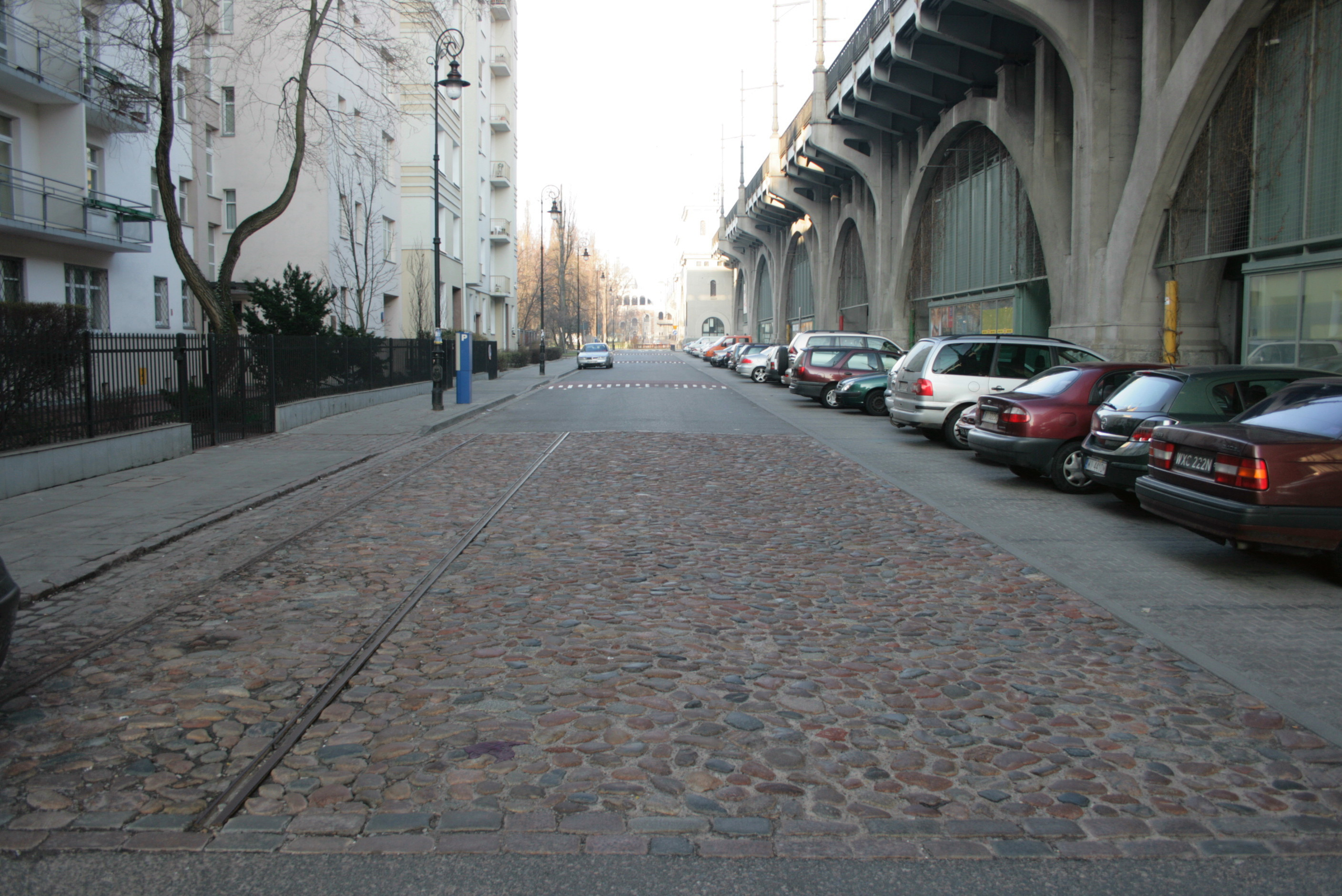
Fragment południowej jezdni alei 3 Maja z pozostawionym fragmentem bruku i torem tramwajowym
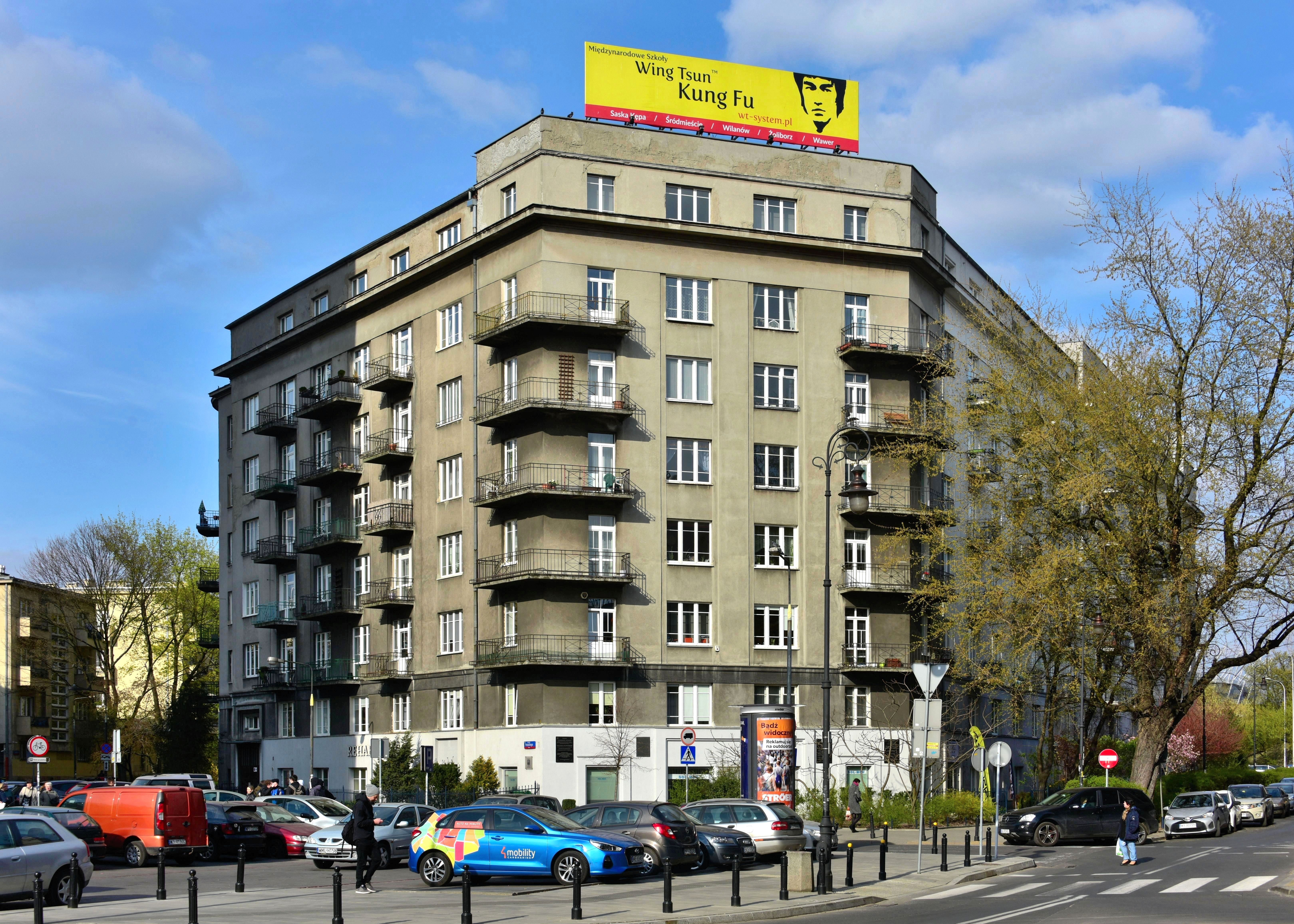
Kamienica pod nr 2 od strony południowo-zachodniej
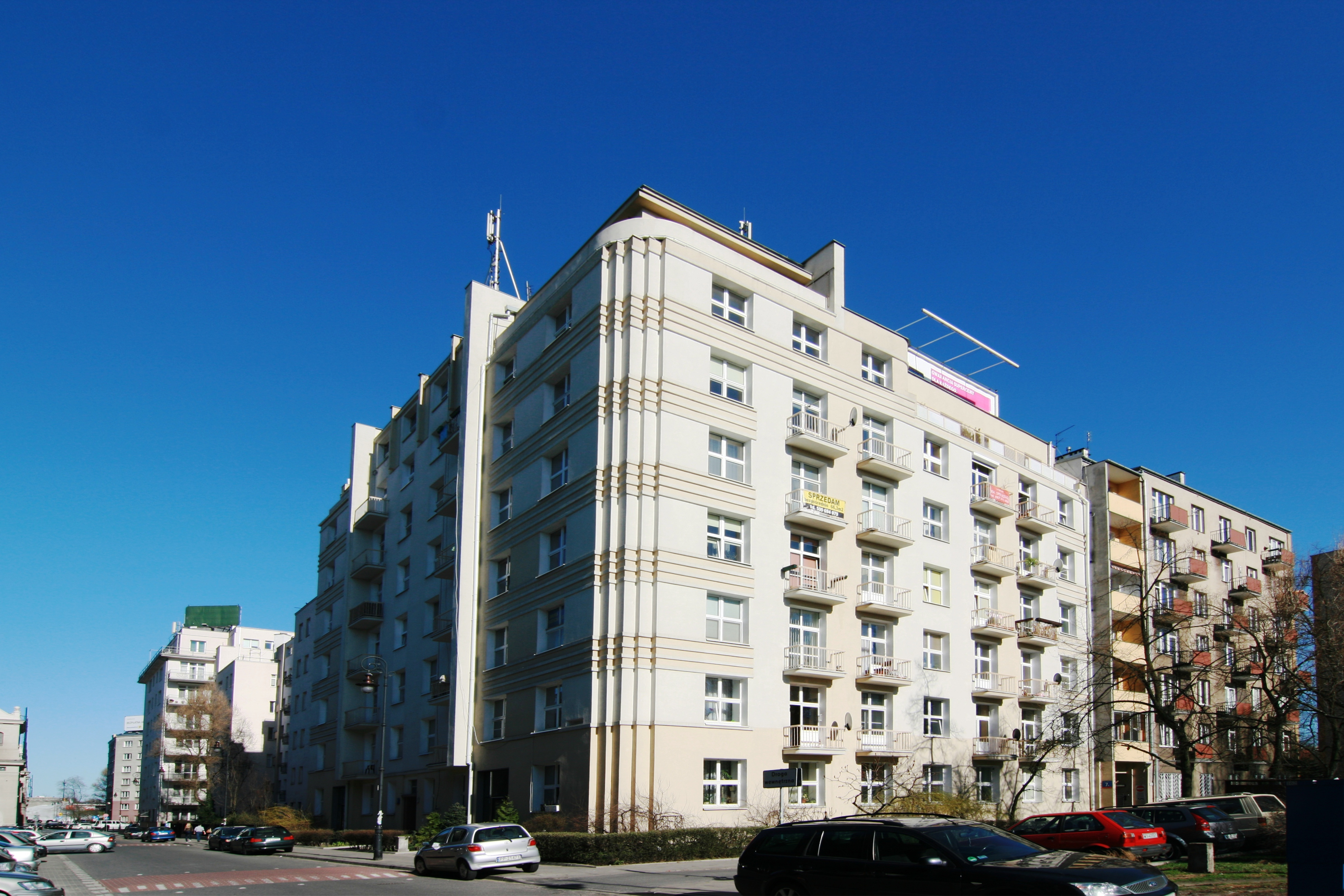
Po lewej stronie: południowa pierzeja alei 3 Maja: budynki nr 7 i 5 między ulicami Kruczkowskiego i Solec